# Будимля
Будимля — село в Україні, у Миляцькій сільській громаді Сарненського району Рівненської області. Відповідно до Розпорядження Кабінету Міністрів України від 12 червня 2020 року № 722-р «Про визначення адміністративних центрів та затвердження територій територіальних громад Рівненської області» увійшло до складу Миляцької сільської громади. Населення становить 741 особа (2011).

## Назва
Польською мовою згадується як Budymle.

## Географія
Село розташоване на відстані 53 км від м. Дубровиця та 174 км від обласного центру м. Рівне.[джерело?]
Згідно з дослідженням 2017 року, за яким оцінювалися масштаби антропогенної трансформації території Дубровицького району внаслідок несанкціонованого видобутку бурштину, екологічна ситуація села характеризувалася як «кризова».
Присільська територія Будимля покрита осоковими болотами та лісами. В більшості склад дерев у лісі — це хвойні: сосна, ялина, вільха, а також береза, рідше дуби. Ліси багаті на ягоди: ожина, чорниця, на болотах зустрічаються журавлина. В лісі багато також лікарських рослин, але після аварії на ЧАЕС 1986 року село потрапило під вплив радіації.[джерело?]
Ґрунти присільської території складаються з торф'яно-болотних масивів, так як територія знаходиться в пониженій частині Полісся, і дерново-підзолистів піщаних ґрунтів, у яких знаходяться поклади бурштину.[джерело?]
Ліси тут мають свій тваринний світ: зустрічаються дикі кабани, козулі, заєць-русак, вовк, лисиця, куниця та більш дрібні — лісові миші, полівка сіра, полівка лісова. У водоймах можна побачить бобра та норку.[джерело?]

### Клімат
Клімат у селі вологий континентальний («Dfb» за класифікацією кліматів Кеппена). Опадів 622 мм на рік. Найменша кількість опадів спостерігається в лютому й сягає у середньому 30 мм. Найбільша кількість опадів випадає в червні — близько 90 мм. Різниця в опадах між сухими та вологими місяцями становить 60 мм. Пересічна температура січня — -5,7 °C, липня — 18,6 °C. Річна амплітуда температур становить 24,3 °C.
| Клімат Будимлі                    | Клімат Будимлі | Клімат Будимлі | Клімат Будимлі | Клімат Будимлі | Клімат Будимлі | Клімат Будимлі | Клімат Будимлі | Клімат Будимлі | Клімат Будимлі | Клімат Будимлі | Клімат Будимлі | Клімат Будимлі | Клімат Будимлі |
| Показник                          | Січ.           | Лют.           | Бер.           | Квіт.          | Трав.          | Черв.          | Лип.           | Серп.          | Вер.           | Жовт.          | Лист.          | Груд.          | Рік            |
| Середній максимум, °C             | −2,7           | −1,4           | 3,4            | 12,5           | 19,4           | 23,0           | 23,9           | 23,2           | 18,4           | 11,7           | 4,7            | −0,1           | 11,3           |
| Середня температура, °C           | −5,7           | −4,7           | −0,3           | 7,6            | 13,8           | 17,5           | 18,6           | 17,7           | 13,4           | 7,7            | 2,2            | −2,6           | 7,1            |
| Середній мінімум, °C              | −8,7           | −7,9           | −3,9           | 2,8            | 8,3            | 12,1           | 13,3           | 12,3           | 8,4            | 3,8            | −0,2           | −5,1           | 2,9            |
| Норма опадів, мм                  | 37             | 30             | 30             | 43             | 57             | 90             | 84             | 65             | 57             | 45             | 42             | 42             | 622            |
| --------------------------------- | -------------- | -------------- | -------------- | -------------- | -------------- | -------------- | -------------- | -------------- | -------------- | -------------- | -------------- | -------------- | -------------- |
| Джерело: Climate-Data.org (англ.) |                |                |                |                |                |                |                |                |                |                |                |                |                |

## Історія
Виникло село 1577 року. За переказами старожилів назва села Будимля походить від вислову мандрівників «будемо тут перебувати», випадкові прохожі, які шукали місце, де перебути до ранку, так і залишилися жити на місці уже нинішнього села.[джерело?]
Перша письмова згадка про село відноситься до 1855 року.
1887 року, коли відбувся російський перепис населення, жителів села, як і всіх жителів Полісся, причислили до білорусів, але звичаї в селі так і залишилися українськими.[джерело?]
У 1915 році в селі Будимля було 7 хат: в більшості це були однокімнатні дерев'яні будівлі з солом'яним або очеретним дахом, з великою пічю в середині.[джерело?]
До 1917 року село входило до складу Російської імперії. У 1918—1920 роки нетривалий час перебувало в складі Української Народної Республіки. У 1921—1939 роки входило до складу Польщі. У 1921 році село входило до складу гміни Теребежів Лунинецького повіту Поліського воєводства Польської Республіки. З 1939 року — у складі Рівненської області УРСР.
У 1939 році, з приходом радянської влади, головою сільської ради став Торчило Петро, який загинув під час Другої світової війни.[джерело?] У роки Другої світової війни деякі мешканці села долучилися до національно-визвольної боротьби. Під час війни загинув житель Будимля Міркевич Федот Власович (нар. 1916), що був членом ОУН-УПА, відправлений до концтаборів та засуджений до смерті комуністичним режимом. У період німецько-радянської війни село було розгромлено, третина хат спалена. Одним із героїв німецько-радянської війни був місцевий житель Денисевич Іван Гнатович 1927 р. н., який 2013 року пішов з життя.[джерело?]
Після війни головою сільської ради став Іван «Молоток» (прізвисько). 1949 року в селі збудували ферму, де відгодували корів, коней, телят. В 1977 році добудували два великі корівники. Ферма проіснувала до 1992 року.[джерело?]
У 1947 році село Будимиля разом з хуторами Дітківка, Залізо, Корчі, Чертежик та Язвине підпорядковувалося Будимильській сільській раді Висоцького району Ровенської області УРСР.
Після війни в селі почало працювати лісове господарство, яке працює і до нинішнього часу. В 1959 році село Будимля віднесли до Дубровицького району. В 1966-1967 роках провели світло і підключили деяким сім'ям.[джерело?]
У 80-х роках в селі почали будувати сільський клуб з актовим залом, бібліотекою та фоє для дискотеки. У 1987 році будівництво закінчилося і відбулося урочисте відкриття клубу. В селі були школа, медичний пункт, продуктові та господарчі крамниці, церква християн-п'ятидесятників.[джерело?]
Відповідно до прийнятої в грудні 1989 року постанови Ради Міністрів УРСР село занесене до переліку населених пунктів, які зазнали радіоактивного забруднення внаслідок аварії на Чорнобильській АЕС, жителям виплачувалася грошова допомога. Згідно з постановою Кабінету Міністрів Української РСР, ухваленою в липні 1991 року, село належало до зони безумовного (обов'язкового) відселення за розрахунками доз додаткового опромінення. На кінець 1993 року забруднення ґрунтів становило 2,41 Кі/км² (137Cs + 134Cs), молока — 22,79 мКі/л (137Cs + 134Cs), картоплі — 4,81 мКі/кг (137Cs + 134Cs), сумарна доза опромінення — 642 мбер, з якої: зовнішнього — 31 мбер, загальна від радіонуклідів — 611 мбер (з них Cs — 600 мбер).

## Населення
Станом на 1 січня 2011 року населення села становить 741 особа.
Станом на 10 вересня 1921 року в селі налічувалося 53 будинки та 370 мешканців, з них: 200 чоловіків та 170 жінок; 347 православних та 23 юдеї; 345 записані білорусами, 23 євреями та 2 українцями (русинами).
Згідно з переписом УРСР 1989 року чисельність наявного населення села становила 679 осіб, з яких 342 чоловіки та 337 жінок. На кінець 1993 року в селі мешкали 692 жителі, з них 263 — дітей.
За переписом населення України 2001 року в селі мешкали 633 особи. 100 % населення вказало своєю рідною мовою українську мову.

### Вікова і статева структура
Структура жителів села за віком і статтю (станом на 2011 рік):
| Вік   | Чоловіків | Жінок | Разом |
| ----- | --------- | ----- | ----- |
| 0-17  | 165       | 146   | 311   |
| 18-39 | 118       | 97    | 215   |
| 40-59 | 74        | 56    | 130   |
| 60+   | 32        | 53    | 85    |
| Разом | 389       | 352   | 741   |

### Соціально-економічні показники
| Працездатне населення | Працездатне населення | Працездатне населення | Працездатне населення | Працездатне населення | Працездатне населення | Непрацездатне населення | Непрацездатне населення | Непрацездатне населення | Непрацездатне населення | Непрацездатне населення | Непрацездатне населення | Все населення |
| Чоловіки              | Чоловіки              | Жінки                 | Жінки                 | Разом                 | Разом                 | Чоловіки                | Чоловіки                | Жінки                   | Жінки                   | Разом                   | Разом                   | 741           |
| ос.                   | %                     | ос.                   | %                     | ос.                   | %                     | ос.                     | %                       | ос.                     | %                       | ос.                     | %                       | 741           |
| --------------------- | --------------------- | --------------------- | --------------------- | --------------------- | --------------------- | ----------------------- | ----------------------- | ----------------------- | ----------------------- | ----------------------- | ----------------------- | ------------- |
| 190                   | 26                    | 128                   | 18                    | 318                   | 45                    | 34                      | 4                       | 61                      | 8                       | 95                      | 13                      | 741           |

| Зайняті  | Зайняті  | Зайняті | Зайняті | Зайняті | Зайняті | Безробітні | Безробітні | Безробітні | Безробітні | Безробітні | Безробітні | Все населення |
| Чоловіки | Чоловіки | Жінки   | Жінки   | Разом   | Разом   | Чоловіки   | Чоловіки   | Жінки      | Жінки      | Разом      | Разом      | 741           |
| ос.      | %        | ос.     | %       | ос.     | %       | ос.        | %          | ос.        | %          | ос.        | %          | 741           |
| -------- | -------- | ------- | ------- | ------- | ------- | ---------- | ---------- | ---------- | ---------- | ---------- | ---------- | ------------- |
| 81       | 3        | 127     | 6       | 208     | 9       | 516        | 22         | 312        | 13         | 828        | 35         | 741           |

| Дорослі | Діти | Пенсіонери | Інваліди Німецько-радянської війни | Учасники бойових дій | Інваліди всіх груп і категорій | Люди, які обслуговуються служб. соц. допом. на дому | Неповні сім'ї | Діти з неповних сімей | Багатодітні сім'ї | Діти з багатодітних сімей | Діти-інваліди | Діти-сироти | Одинокі багатодітні матері |
| ------- | ---- | ---------- | ---------------------------------- | -------------------- | ------------------------------ | --------------------------------------------------- | ------------- | --------------------- | ----------------- | ------------------------- | ------------- | ----------- | -------------------------- |
| 401     | 273  | 151        | -                                  | -                    | 36                             | 3                                                   | 2             | 4                     | 50                | 235                       | -             | 3           | -                          |

## Політика

### Органи влади
Місцеві органи влади представлені Миляцькою сільською громадою.

### Вибори
Село входить до виборчого округу № 155. У селі розташована виборча дільниця № 560282. Станом на 2011 рік кількість виборців становила 434 особи.

## Культура
У селі працює Будимлянський сільський клуб на 300 місць. Діє Будимлянська публічно-шкільна бібліотека, книжковий фонд якої становлять 9547 книг та яка має 4 місця для читання, 2 особи персоналу, кількість читачів — 420 осіб.

## Релігія
Список конфесійних громад станом на 2011 рік:
| Релігійна громада Помісної церкви ХВЄ П'ятидесятників | ХВЄ | 29 жовтня 1991 | 180 | Молитовний будинок | [ 29 ] |
| — протестантські.                                     |     |                |     |                    |        |

## Освіта
У селі діє Будимлянська загальноосвітня школа І-ІІ ступенів. У 2011 році в ній навчалося 133 учні (із 100 розрахованих) та викладало 14 учителів.

## Інфраструктура
В селі діє медичний пункт, 4 продуктово-господарчі крамниці.[джерело?]

#### Книги
- Пура Я. О. Походження назв населених пунктів Ровенщини. — Львів: Світ, 1990 г. — С. 11.

#### Офіційні дані та нормативно-правові акти
- Паспорт Дубровицького району (станом на 1 січня 2011 року) (doc). Дубровицька районна рада. Архів оригіналу за 10 лютий 2015. Процитовано 16 жовтня 2019.

#### Мапи
- Історичний Атлас України / Гол. ред. Л. Винар; Упорядн.: І. Тесля, Е. Тютько. Українське історичне товариство. — Монреаль; Нью-Йорк; Мюнхен, 1980. — 182 с.

#### Інші
- Матеріал взято з переказів місцевих старожилів. Торчило Василя Мироновича.[неавторитетне джерело]